# Copa Nicasio Vila 1929
La Copa Nicasio Vila 1929 fue la vigésima tercera edición del campeonato de primera división de la Liga Rosarina de Fútbol. 
Participaron once equipos, y el campeón fue el Club Atlético Newell's Old Boys, que cortó así una racha de siete años sin ganar el campeonato.

## Tabla de posiciones final
| Pos | Equipo             | Pts | PJ | G  | E | P  | GF | GC | Dif |
| --- | ------------------ | --- | -- | -- | - | -- | -- | -- | --- |
| 1º  | Newell's Old Boys  | 32  | 20 | 14 | 4 | 2  | 52 | 21 | 31  |
| 2º  | Central Córdoba    | 32  | 20 | 14 | 4 | 2  | 47 | 22 | 25  |
| 3º  | Tiro Federal       | 28  | 20 | 13 | 2 | 5  | 50 | 26 | 24  |
| 4º  | Belgrano           | 27  | 20 | 12 | 3 | 5  | 46 | 28 | 18  |
| 5º  | Rosario Central    | 26  | 20 | 13 | 0 | 7  | 47 | 18 | 29  |
| 6º  | Nacional           | 21  | 20 | 9  | 3 | 8  | 31 | 25 | 6   |
| 7º  | Sparta             | 20  | 20 | 8  | 4 | 8  | 39 | 39 | 0   |
| 8º  | Estudiantes        | 13  | 20 | 6  | 1 | 13 | 25 | 32 | -7  |
| 9º  | Atlantic Sportsmen | 8   | 20 | 4  | 0 | 16 | 17 | 44 | -27 |
| 10º | Calzada            | 8   | 20 | 3  | 2 | 15 | 17 | 54 | -37 |
| 11º | Fisherton          | 5   | 20 | 2  | 1 | 17 | 16 | 56 | -40 |

|  |                                        |
|  | Debieron jugar un partido de desempate |
|  | Descendido.                            |

### Final de desempate
Newell's Old Boys y Central Córdoba quedaron igualados en la tabla final, y debieron disputar un encuentro de desempate para decidir al campeón. El duelo se jugó en terreno neutral, siendo elegida para ello la cancha de Rosario Central, recientemente remodelada con tribunas de cemento, lo que aumentó su capacidad a unos 35 000 espectadores. El partido finalizó 2 a 0 en favor de los rojinegros, con goles de Cataldo Spitale y Humberto Libonatti.